# Wincenty Baranek
Wincenty Baranek (* 1899 in Siedlisk, Kreis Miechów; † 1943 ebenda) war ein polnischer Landwirt, der während des Zweiten Weltkrieges gemeinsam mit seiner Frau Łucja Baranek Juden bei sich versteckte und daraufhin ebenso wie seine Familienangehörigen von den Besatzern ermordet wurde. Die Familie wurde als Gerechte unter den Völkern geehrt.

## Leben
Wincenty Baranek wurde als Sohn von Wincenty und Józefa Baranek (geb. Drożdż) geboren. 1930 heiratete er Łucja Baranek (* 1908), mit der er die Söhne Henryk (* 1931) und Tadeusz (* 1934) bekam.
Am 15. März 1943 durchsuchten Angehörige der SS Baraneks Hof. Dort wurden vier versteckte Juden gefunden und unmittelbar exekutiert. Es handelte sich nach Angaben der Holocaust-Gedenkstätte Yad Vashem bei den Opfern vermutlich um die Brüder Motl, Shmuel und Elias Gottfried sowie um einen weiteren namentlich nicht bekannten Bruder. Sie lebten vermutlich rund fünf Monate auf dem Hof der Baraneks. Wincenty Baranek, seine Frau und die beiden minderjährigen Söhne wurden noch am Ort erschossen. Die SS-Mitglieder befahlen Dorfbewohnern, nach der 58-jährigen Adoptivmutter Katarzyna Baranek (* 1885) zu suchen, die in dem Moment nicht angetroffen werden konnte, und drohten andernfalls das komplette Dorf niederzubrennen. Am folgenden Tag übergaben die Dorfbewohner die Gesuchte den Nazis und sie wurde ebenfalls ermordet.
Alle ermordeten Familienmitglieder wurden 2012 von der israelischen Holocaust-Gedenkstätte Yad Vashem als Gerechte unter den Völkern anerkannt und geehrt.